# 朱偕渳
乐平温定王朱偕渳（1490年—1559年2月27日），明朝乐平恭安王朱徵錏的庶长子。

## 生平
弘治四年（1491年）三月赐名。
嘉靖二十二年（1543年），朱偕渳的父亲朱徵錏去世。嘉靖二十五年（1546年）十二月，明世宗命彰武伯楊儒等為正使，刑科右給事中孟廷相等為副使，持節冊封朱偕渳為樂平王，夫人周氏為樂平王妃。
嘉靖三十八年（1559年）正月，朱偕渳去世，按例赐祭葬。
朱偕渳的嫡长子朱旭椻受封乐平长子，先去世。嘉靖四十一年（1562年）十月，朱旭椻的嫡长子輔國將軍朱融熨受册袭封乐平王。

## 评价
- 《弇山堂别集》卷074：德性寬和，純行不爽。